# Château du Rocquaine
Le château du Rocquaine (en Guernesiais : Lé châté d'Rocquoine) est un fort construit en 1804 sur le rocher du Rocquaine formant une presqu'île située sur la côte occidentale de l'île de Guernesey dans la paroisse de Saint-Pierre-du-Bois. Il porte le nom de Fort Grey en l'honneur du gouverneur britannique de Guernesey Charles Grey qui en fut le commanditaire.

## Présentation
Le château du Rocquaine (ou château de Rocquaine) est surnommé la « Tasse avec soucoupe » par les Guernesiais, en raison de sa forme architecturale. Le Fort Grey est une tour Martello construite en 1804 pour défendre la côte occidentale de l'île de Guernesey durant les guerres napoléoniennes. Charles Grey qui fut le gouverneur de Guernesey de 1797 à 1807, fit édifier ce fort à l'emplacement d'un vieux bastion dénommé Chasteau du Rocquaine . Sa conception architecturale repose sur le modèle des tours Martello. Sa particularité est d'avoir une tour de couleur blanche, bien visible des navigateurs en ce lieu dangereux. 
En 1891, les États de Guernesey ont racheté le fort au Ministère de la Guerre britannique. Durant la Seconde Guerre mondiale, les forces d'occupation allemandes occupèrent le fort.
Cette presqu'île du rocher de Rocquaine est connue comme dangereuse par les navigateurs car de nombreuses épaves gisent autour du rocher du Rocquaine. Cet endroit avait la réputation folklorique et historique d'être un lieu de sabbat où se tenaient des assemblées nocturnes de sorcières, lesquelles donneraient lieu à des cérémonies païennes dès le Moyen Âge dans le Chasteau du Rocquaine.
Aujourd'hui, le fort Grey abrite un Musée maritime où sont conservés et présentés au public de nombreux objets récupérés dans les épaves. Des panneaux d'information retracent l'histoire de diverses catastrophes maritimes.

## Liens externes

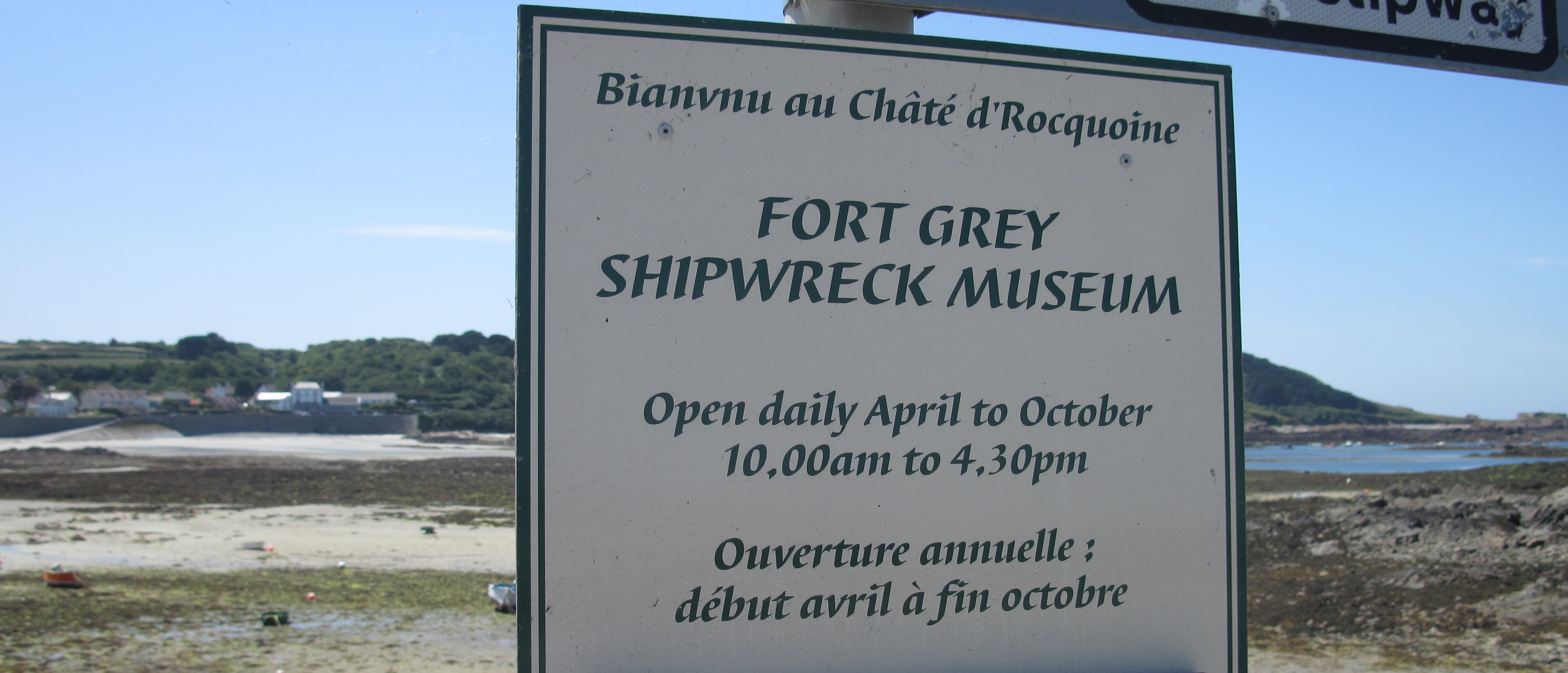
Panneau trilingue (guernesiais, anglais et français) indiquant le château de Rocquaine.